# Grevie
Grevie è un'area urbana della Svezia situata nel comune di Båstad, contea di Scania.
La popolazione risultante dal censimento 2017 era di 975 abitanti.